# Saulxures-lès-Nancy
Saulxures-lès-Nancy és un municipi francès situat al departament de Meurthe i Mosel·la i a la regió del Gran Est. L'any 2007 tenia 3.917 habitants.

## Demografia

### Població
El 2007 la població de fet de Saulxures-lès-Nancy era de 3.917 persones. Hi havia 1.573 famílies, de les quals 357 eren unipersonals (92 homes vivint sols i 265 dones vivint soles), 570 parelles sense fills, 526 parelles amb fills i 120 famílies monoparentals amb fills.
La població ha evolucionat segons el següent gràfic:
Habitants censats

### Habitatges
El 2007 hi havia 1.649 habitatges, 1.607 eren l'habitatge principal de la família, 4 eren segones residències i 38 estaven desocupats. 1.425 eren cases i 223 eren apartaments. Dels 1.607 habitatges principals, 1.251 estaven ocupats pels seus propietaris, 346 estaven llogats i ocupats pels llogaters i 9 estaven cedits a títol gratuït; 7 tenien una cambra, 59 en tenien dues, 150 en tenien tres, 422 en tenien quatre i 969 en tenien cinc o més. 1.327 habitatges disposaven pel capbaix d'una plaça de pàrquing. A 779 habitatges hi havia un automòbil i a 672 n'hi havia dos o més.

### Piràmide de població
La piràmide de població per edats i sexe el 2009 era:
| Homes | Edats   | Dones |
| ----- | ------- | ----- |
| 0     | 95 o +  | 0     |
| 4     | 90 a 94 | 12    |
| 8     | 85 a 89 | 4     |
| 8     | 80 a 84 | 24    |
| 16    | 75 a 79 | 52    |
| 108   | 70 a 74 | 76    |
| 164   | 65 a 69 | 184   |
| 164   | 60 a 64 | 196   |
| 132   | 55 a 59 | 164   |
| 112   | 50 a 54 | 128   |
| 200   | 45 a 49 | 152   |
| 148   | 40 a 44 | 160   |
| 132   | 35 a 39 | 128   |
| 92    | 30 a 34 | 152   |
| 68    | 25 a 29 | 76    |
| 92    | 20 a 24 | 92    |
| 140   | 15 a 19 | 172   |
| 120   | 10 a 14 | 104   |
| 120   | 5 a 9   | 148   |
| 92    | 0 a 4   | 76    |

## Economia
El 2007 la població en edat de treballar era de 2.386 persones, 1.654 eren actives i 732 eren inactives. De les 1.654 persones actives 1.533 estaven ocupades (763 homes i 770 dones) i 121 estaven aturades (60 homes i 61 dones). De les 732 persones inactives 282 estaven jubilades, 290 estaven estudiant i 160 estaven classificades com a «altres inactius».

### Ingressos
El 2009 a Saulxures-lès-Nancy hi havia 1.594 unitats fiscals que integraven 3.984 persones, la mediana anual d'ingressos fiscals per persona era de 21.666 €.

### Activitats econòmiques
Dels 106 establiments que hi havia el 2007, 2 eren d'empreses alimentàries, 1 d'una empresa de fabricació de material elèctric, 5 d'empreses de fabricació d'altres productes industrials, 20 d'empreses de construcció, 16 d'empreses de comerç i reparació d'automòbils, 7 d'empreses de transport, 2 d'empreses d'hostatgeria i restauració, 8 d'empreses d'informació i comunicació, 5 d'empreses financeres, 1 d'una empresa immobiliària, 18 d'empreses de serveis, 13 d'entitats de l'administració pública i 8 d'empreses classificades com a «altres activitats de serveis».
Dels 26 establiments de servei als particulars que hi havia el 2009, 1 era una oficina de correu, 1 taller de reparació d'automòbils i de material agrícola, 4 paletes, 1 guixaire pintor, 3 fusteries, 4 lampisteries, 2 electricistes, 3 empreses de construcció, 4 perruqueries, 1 restaurant i 2 salons de bellesa.
L'únic establiment comercial que hi havia el 2009 era una fleca.
L'any 2000 a Saulxures-lès-Nancy hi havia 5 explotacions agrícoles.

## Equipaments sanitaris i escolars
Els 2 equipaments sanitaris que hi havia el 2009 eren farmàcies.
El 2009 hi havia 3 escoles maternals i 3 escoles elementals.

## Poblacions més properes
El següent diagrama mostra les poblacions més properes.